# 马库斯·拉格
马库斯·拉格（Markus Ragger，1988年2月5日—），奥地利国际象棋棋手。他于2005年获国际大师称号，2008年晋升为国际象棋特级大师。
拉格获得过2008年、2009年、2010年三届奥地利国际象棋全国冠军。他的最高等级分为2015年10月创下的2698分。